# Agentur
Die Bezeichnung Agentur wird im deutschsprachigen Raum in unterschiedlicher Weise vornehmlich im Bereich privater oder staatlicher Dienstleistungen verwendet, am häufigsten im unternehmerischen Bereich im Zusammenhang mit geschäftlichen Vermittlungsaktivitäten. Eine neuere Form der Verwendung findet sich im Bereich der Behörden in Deutschland und der Europäischen Union. Dabei handelt es sich lediglich um eine Um- oder Neubenennung einer staatlichen Institution mit einer zeitgemäßeren oder moderneren Bezeichnung. Agentur wird nicht gesamtheitlich für alle Formen von Behörden verwendet, sondern nur vereinzelt.

## Agentur-Arten

### Unternehmerisch betriebene Agenturen

#### Vermittlungsagenturen
Eine sehr weit verbreitete Form der Agentur im Bereich der Unternehmen bezeichnet eine geschäftlich betriebene Tätigkeit im Rahmen einer Vermittlungsleistung. Kernmerkmal dieser Tätigkeit ist das Zusammenbringen von zwei Partnern z. B. mit dem Ziel eines Vertragsabschlusses oder der Herstellung einer sonstigen Verbindung zwischen beiden oder mehreren Personen.
Der so handelnde Unternehmer bzw. Vermittler wird wirtschaftlich auch als Agent bezeichnet. Er handelt stets in fremdem Namen und auch für fremde Rechnung, da er keine eigenen Produkte, sondern ausschließlich fremde Produkte im Auftrag des Produkteigentümers an Interessenten vermittelt. Die Tätigkeit ist insofern kein Kaufgeschäft, sondern eine reine Dienstleistung.
Unternehmensrechtlich handelt es sich bei dieser Art von Unternehmen um sog. Handelsvertreter. Das Entgelt für die erbrachte Vermittlungsleistung wird meistens in Form einer Vermittlungsprovision gezahlt. Diese wird in der Regel in Form eines prozentualen Geldbetrags von dem Wert des vermittelten Produktes berechnet. Ein klassisches Beispiel hierfür ist z. B. die Provision der Tankstellenbetreiber im Bereich der Ölindustrie, die Provision der Versicherungsvertreter in der Versicherungsbranche oder das Entgelt für Dienste der Makler in der Finanzbranche sowie im Bereich der Wohnungsvermittlung.
Insbesondere in Deutschland weit verbreitete Formen einer in der Regel kommerziell betriebenen Vermittlungsagentur sind z. B. die Versicherungsagentur, die Künstleragentur, die Modelagentur, die Bildagentur, die Partnervermittlungsagentur, die Immobilienmakler, die Börsenmakler, die Tankstellenbetreiber und die Mitfahrzentrale (MFZ).

#### Interessenagenturen
Auch im Bereich der Interessenvertretungen finden sich weitere Agentur-Formen.
So werden z. B. im Verlagswesen die Schriftsteller gegenüber dem Verlag oftmals von Literaturagenten zur Wahrung ihrer Interessen vertreten.
Des Weiteren finden sich in vielen Hafenstädten oftmals Schifffahrtsagenturen, die von den Reedereien zur Betreuung ihrer Schiffe beauftragt werden. Zudem fungieren diese Agenturen auch als Dienstleister zwischen Behörden, Stauereien und Verladungsunternehmen.

#### Sonstige Dienstleistungsagenturen
Der Agentur-Begriff wird im unternehmerischen Bereich auch für bestimmte andere Tätigkeiten bzw. Unternehmen im Dienstleistungssektor verwendet. Insbesondere im Wirtschaftszweig der Medien und Werbung wird der Begriff Agentur häufig verwendet, wie beispielsweise bei der Werbeagentur, der Webagentur, der PR-Agentur, die Presseagentur, der Promotionagentur, der Messeagentur und der Mediaagentur.
Des Weiteren wird der Begriff auch für andere Dienstleistungsunternehmen, wie z. B. die Designagentur, die SEO-Agentur, die Namensagentur und die Übersetzungsagentur verwendet.

### Behördlich betriebene Agenturen
In Deutschland wird der Begriff seit den 2000er Jahren bei der Umbenennung öffentlicher Einrichtungen benutzt. Dadurch sollen die als veraltet empfundenen Bezeichnungen wie z. B. Amt, Anstalt oder Behörde durch eine moderner klingende Bezeichnung ersetzt werden. Das Wort Agentur kann in diesem Bereich sprachlich als ein sogenannter Neologismus und, infolge der Ableitung aus dem englischen Begriff agency ‚Behörde‘, zugleich auch als Anglizismus eingeordnet werden.
Ein prägnantes Beispiele hierfür ist die ehemalige Bundesanstalt für Arbeit, die im Jahr 2002, auch im Zusammenhang mit einer organisatorischen Umstrukturierung, in Bundesagentur für Arbeit umbenannt wurde. Daneben wurde im Jahr 2005 auch die frühere Regulierungsbehörde für Telekommunikation und Post in die neue Bundesnetzagentur für Elektrizität, Gas, Telekommunikation, Post und Eisenbahnen (kurz: „Bundesnetzagentur“) überführt.
Auch auf übernationaler Ebene sind mit den Agenturen der Europäischen Union weitere Agenturen mit unterschiedlichen fachlichen Zuständigkeiten und Kompetenzen anzutreffen, wie z. B. in den Segmenten Umwelt (Europäische Umweltagentur), Sicherheit und Gesundheitsschutz am Arbeitsplatz und der Flugsicherheit. Des Weiteren werden die nationalen Vertretungen von Förderprogrammen der EU (kurz: „EU-Programme“) auch als Agentur bezeichnet, wie dies z. B. bei der Deutschen und Österreichischen Agentur Jugend in Aktion der Fall ist.

### Unternehmerisch und auch behördlich betriebene Agenturen
Eine ebenfalls weitläufig bekannte Begriffsverwendung ist auch bei der Nachrichtenagentur zu finden. Hierbei handelt es sich in der Regel um eine Institution, die meist kostenlos oder aber auch gegen Geld aktuelle Informationen als Nachrichten in der Öffentlichkeit verbreitet. Die Nachrichtenagentur kann aber sowohl unternehmerisch als auch staatlich bzw. öffentlich-rechtlich betrieben werden. Ein sehr bekanntes Beispiel für ein Unternehmen in diesem Segment ist z. B. die Deutsche Presse-Agentur (DPA). Ein Beispiel für eine staatliche Nachrichtenagentur ist z. B. die russische Nachrichtenagentur TASS.